# Ciclo hipárquico
Se denominan ciclos hipárquicos o ciclos de Hiparco a dos sistemas de calendario introducidos por el astrónomo griego Hiparco de Nicea, que han sido citados con su nombre en la literatura posterior.

## Historia
El primero se describe en el "Almagesto" de Claudio Ptolomeo (capítulo IV.2). Hiparco construyó un ciclo multiplicando por 17 un ciclo debido al astrónomo caldeo Kidinnu, para hacer coincidir aproximadamente números enteros de meses sinódicos (4267), meses anomalísticos (4573), años (345) y días (126 007 + aproximadamente 1 hora); también está cerca de un número medio entero de meses dracónicos (4630,53 ...), por lo que se también se relaciona con la estación de eclipses. Al comparar sus propias observaciones de eclipses con registros babilónicos de 345 años antes, pudo verificar la precisión de los diversos períodos que utilizaron los astrónomos caldeos.
El segundo es un ciclo de calendario: Hiparco propuso una corrección al ciclo calípico (de 76 años), que a su vez se propuso como una corrección al ciclo metónico (de 19 años). Pudo haberlo publicado en el libro "Sobre la duración del año" (Περὶ ἐνιαυσίου μεγέθους), que se perdió. A partir de las observaciones del solsticio, Hiparco encontró que el año tropical es aproximadamente 1⁄300 de un día más corto que los 365 1⁄4 días que Calipo usó (véase Almagesto III.1). Así que propuso hacer una corrección de 1 día después de 4 ciclos calípicos, de modo que 304 años = 3760 lunaciones = 111035 días. Esta es una aproximación muy aproximada para un número entero de lunaciones en un número entero de días (error de solo 0.014 días). Pero de hecho es 1,37 días más largo que 304 años tropicales: el año tropical promedio es en realidad 1⁄128 días (11 minutos y 15 segundos) más corto que el año juliano de  365 1⁄4 días. Estas diferencias no pueden corregirse con ningún ciclo que sea un múltiplo del ciclo de 19 años de 235 lunaciones: es una acumulación de la falta de coincidencia entre años y meses en el ciclo metónico básico, y los meses lunares deben cambiarse sistemáticamente por una día con respecto al año solar (es decir, el ciclo metónico en sí mismo necesita ser corregido) después de cada 228 años.
De hecho, de los valores del año tropical (365,2421896698 días) y del mes sinódico (29,530588853 días) citados en los respectivos artículos de Wikipedia, se deduce que la duración de 228 = 12 · 19 años tropicales es aproximadamente 83275,22 días, más corta que la longitud de 12 · 235 meses sinódicos, concretamente alrededor de 83276,26 días, por un día más aproximadamente una hora. De hecho, una corrección aún mejor sería corregir dos días cada 437 años, en lugar de un día cada 228 años. La longitud de 437 = 23 · 19 años tropicales, aproximadamente 159610,837 días, es más corta que la de 23 · 235 meses sinódicos, aproximadamente 159612,833 días, en casi exactamente dos días, hasta solo seis minutos.